# Spratelloididae
Die Spratelloididae sind eine im tropischen Westatlantik (Gattung Jenkinsia) und im tropischen Indopazifik (Gattung Spratelloides) vorkommende Familie der Heringsartigen (Clupeiformes).

## Merkmale
Die Spratelloididae sind langgestreckte, silbrige Schwarmfische, die Körperlängen von 4 bis 12 cm erreichen können.
Diagnostisches Merkmal der Gruppe ist u. a. eine einzelne Epurale, ein länglicher, freistehender Knochen im Schwanzflossenskelett und die Verschmelzung von zwei Wirbelzentren in der Schwanzwirbelsäule („fusion of the first ural centrum with the first preural centrum“). Außerdem wurden 19 molekularbiologische Merkmale festgestellt.

## Systematik
Die Gruppe wurde einige Zeit als Unterfamilie der Dussumieriidae geführt, die die Schwestergruppe der Wolfsheringe (Chirocentridae) sind. Eine Mitte 2022 veröffentlichte Studie kommt zu dem Ergebnis, dass die Spratelloididae die basale Schwestergruppe aller anderen Familien der Heringsartigen in der Unterordnung Clupeoidei sind. Sie werden daher heute als eigenständige Familie geführt.
Siehe das Kladogramm im Artikel Heringsartige.

## Gattungen und Arten
- Jenkinsia[2]

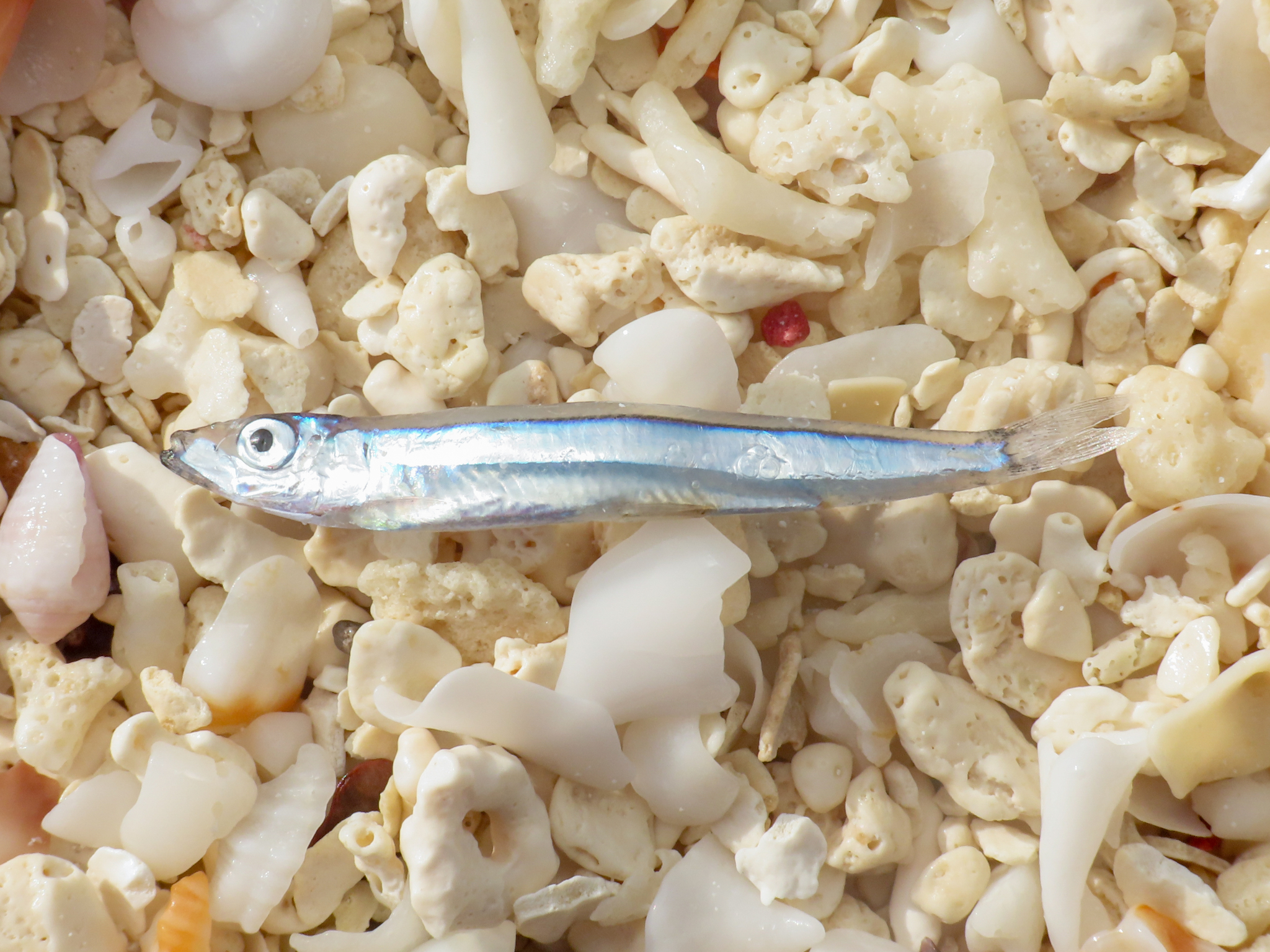
Spratelloides gracilis

  - Jenkinsia lamprotaenia Gosse, 1851
  - Jenkinsia majua Whitehead, 1963
  - Jenkinsia parvula Cervigón & Velazquez, 1978
  - Jenkinsia stolifera Jordan & Gilbert, 1884
- Spratelloides Bleeker, 1851[3]
  - Spratelloides atrofasciatus Schultz, 1943
  - Spratelloides delicatulus Bennett, 1832
  - Spratelloides gracilis Temminck & Schlegel, 1846
  - Spratelloides lewisi Wongratana, 1983
  - Spratelloides robustus Ogilby, 1897